# Muzeum „I Remember” w Krakowie
Muzeum Pamięci Żydowskiej „I Remember” w Krakowie – muzeum malarstwa polskiego i żydowskiego dwudziestolecia międzywojennego, położone w Krakowie.

## Historia
Muzeum „I Remember” powstało w kamienicy z XVIII w. przy ul. Miodowej 19 na krakowskim Kazimierzu. W zamyśle miało pokazać codzienne żydowskie życie w sztetlach w przedwojennej Polsce. Na swych wystawach prezentowało prace żydowskich i polskich artystów dwudziestolecia międzywojennego, a przede wszystkim obrazy Chaima Goldberga. Fundatorem i dyrektorem był Shalom Goldberg, syn Chaima Goldberga oraz polski biznesmen Maciej Gruca. W otwarciu muzeum duży wkład miał też Tomasz Małodobry.
Otwarcie nastąpiło 8 maja 2016, a następnego dnia muzeum zostało udostępnione zwiedzającym. W planach muzeum było otwarcie pierwszego powojennego teatru żydowskiego w Polsce. Miało to nastąpić 20 marca, w setną rocznicę urodzin Chaima Goldberga.
Muzeum było wpisane do wykazu muzeów, prowadzonego przez ministra właściwego do spraw kultury i ochrony dziedzictwa narodowego, zgodnie z art. 5b ustawy z dnia 21 listopada 1996 r. o muzeach.

## Kolekcja
W kolekcji muzeum znajdowało się ponad 200 obrazów, akwareli, miedziorytów, oraz rysunków węglem Chaima Goldberga.

### Wystawy

#### Stała
- „Ja Pamiętam Sztetl” – wystawa ukazująca życie w przedwojennym sztetlu oczyma Chaima Goldberga

#### Czasowe
- „Holokaust” (maj–lipiec 2016)
- „Moi żydowscy rodzice. Moi polscy rodzice” – wystawa stowarzyszenia Dzieci Holokaustu opowiadająca o losach piętnaściorga dzieci urodzonych w latach 1939–1942, ocalałych dzięki bezgranicznej rodzicielskiej miłości, która kazała oddać je w obce ręce i odwadze ludzi, którzy uznali je za własne córki i synów (maj–lipiec 2016)

### Najciekawsze eksponaty
- „Skrzypek na dachu” Chaim Goldberg, litografia kolorowana (1986)
- „Wyjście żydów z Kazimierza” Chaim Goldberg, olej na płótnie (1991)
- list noblisty Issaca Bashevis Singera do Chaima Goldberga

## Zamknięcie
Muzeum zostało niespodziewanie zamknięte 29 lipca 2016 w czasie Światowych Dni Młodzieży. Nie podano oficjalnego powodu, jednakże wiadomo, że fundatorowi zarzucono nielegalne posiadanie broni gazowej.